# Мокрсько-Оседле
Мокрсько-Оседле (пол. Mokrsko-Osiedle) — село в Польщі, у гміні Мокрсько Велюнського повіту Лодзинського воєводства.
У 1975-1998 роках село належало до Серадзького воєводства.